# マイネルト基底核
マイネルト基底核（まいねるときていかく、英: Nucleus basalis of Meynert, NBM、他にNucleus basalis、Nucleus basalis magnocellularisとも）は、新皮質へ広く投射する前脳基底部無名質にあるニューロン群である。アセチルコリンとその合成酵素であるコリンアセチルトランスフェラーゼを多く含んでいる。

## 臨床的意義
変性によりアセチルコリンの産生が低下する。アルツハイマー病、レビー小体型認知症や精神的活動や記憶の減退を来すパーキンソン病などで見られる。認知症に対する多くの薬物治療は、低下したNBMの機能をアセチルコリンレベルを増加させ代償することに焦点が当てられている。

## 解剖

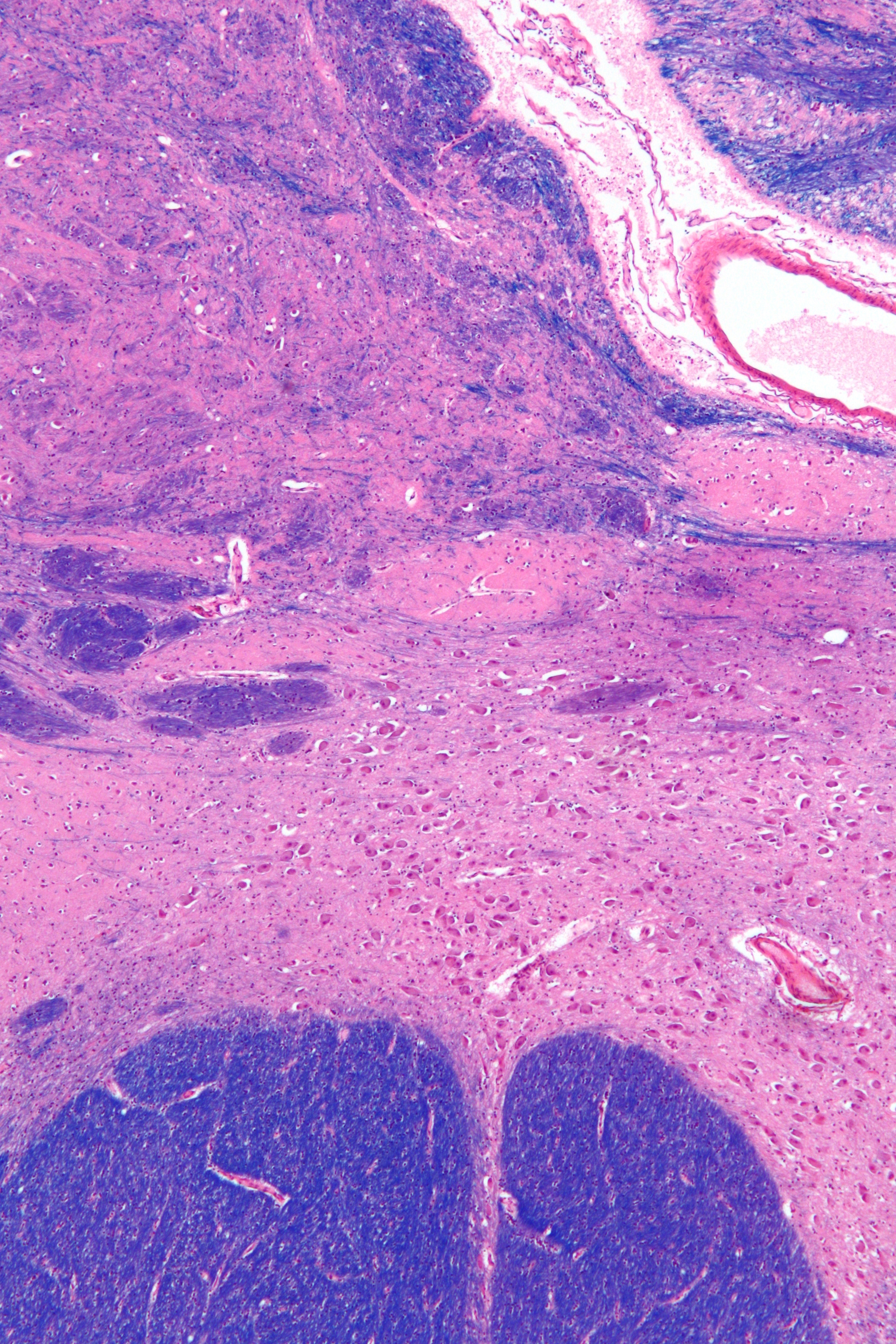
淡蒼球 との関係(top of image).

NBMは淡蒼球の下方、無名質に存在する。

## コリン作動性ニューロン/細胞体
これらのコリン作動性ニューロンは視覚認知における現実と仮想現実の比を調節することが特に重要な機能である。(一部省略）NBMの活性化は促進(A)、抑制(B)により新たな刺激により多くの注意を払うようになる。GoardとDan、Kuoらは同様の所見を報告している。Gerrard Reopitは1984年にこの所見を確認している

## 名前の由来
Theodor Meynertに由来する.

## 画像

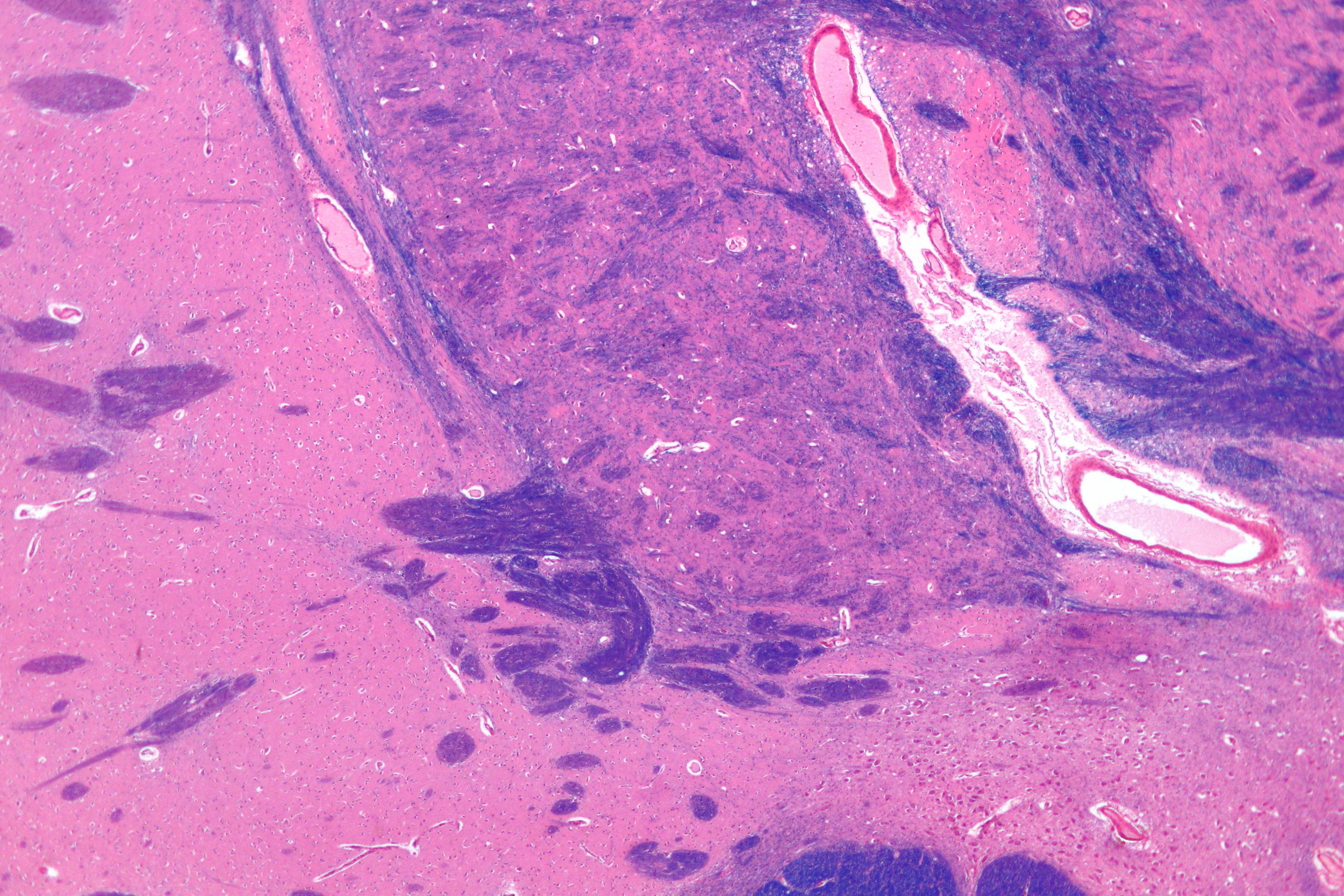
淡蒼球 と 被殻 との関係- 低拡大.
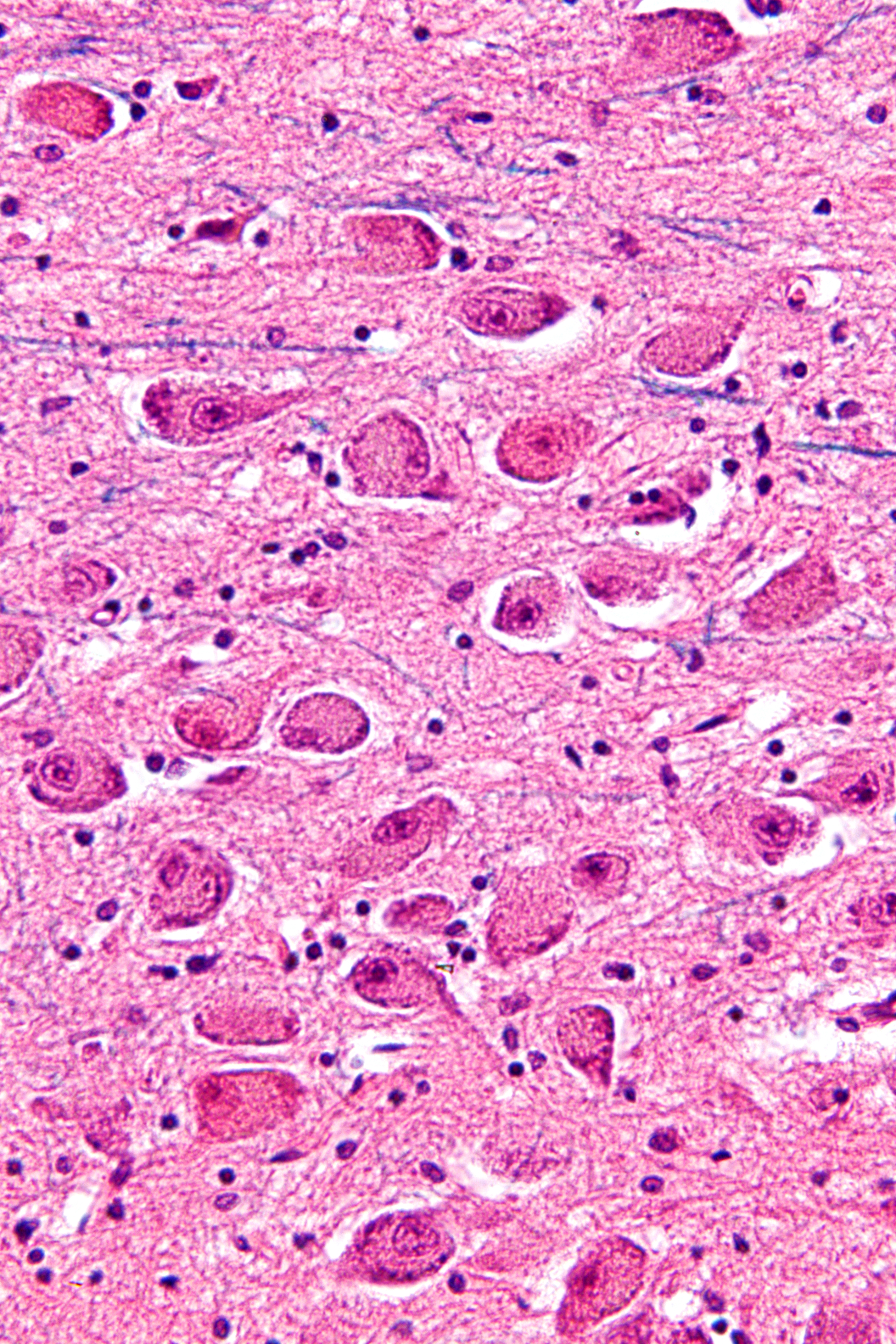
NBM - 強拡大.

## 文献
1. ↑  Smythies, J. (2009) Philosophy, Perception and Neuroscience. Philosophy 38, 638–51.
2. ↑  Goard M, Dan Y (November 2009). “Basal forebrain activation enhances cortical coding of natural scenes”. Nat. Neurosci. 12 (11):  1444–9. doi:10.1038/nn.2402. PMID 19801988.
3. ↑  Kuo MC, Rasmusson DD, Dringenberg HC (September 2009). “Input-selective potentiation and rebalancing of primary sensory cortex afferents by endogenous acetylcholine”. Neuroscience 163 (1):  430–41. doi:10.1016/j.neuroscience.2009.06.026. PMID 19531370.
4. ↑  synd/3820 - Who Named It?